# Giovanni Maria Trabaci
Giovanni Maria Trabaci (ur. ok. 1575 w Montepeloso, zm. 31 grudnia 1647 w Neapolu) – włoski kompozytor i organista.

## Życiorys
Działał w Neapolu, gdzie od 1594 roku śpiewał jako tenor w kościele Santissima Annunziata Maggiore, a później był także organistą w Oratorio dei Filippini. Od 1601 roku był organistą, a od 1614 roku kapelmistrzem na dworze hiszpańskiego wicekróla Neapolu. W latach 1603–1611 przebywał w służbie neapolitańskiego arystokraty Ottavia di Capua del Balzo. Od 1625 do 1630 roku ponownie był organistą w Oratorio dei Filippini. Podczas antyhiszpańskiego powstania w Neapolu w 1647 roku schronił się w klasztorze Trinità degli Spagnoli, gdzie zmarł.

## Twórczość
Należał do czołowych przedstawicieli neapolitańskiego baroku. Z jego dorobku znanych jest 169 religijnych utworów wokalnych i 60 świeckich, a także 165 kompozycji na instrumenty klawiszowe. Wydał zbiory muzyki na instrumenty klawiszowe Ricercate, canzone francese, capricci, canti fermi, gagliarde, patite diverse, toccate, durezze e ligature, et un madrigale passagiato nel fine (Neapol 1603) i Il secondo libro de ricercaie & altri varij capricci (Neapol 1615). Jego toccaty klawesynowe stylistycznie przypominają twórczość Girolamo Frescobaldiego. Utwory religijne Trabaciego obejmują kompozycje tworzone zarówno w stile antico, jak i w stile moderno, kompozycje polichóralne i małoobsadowe koncerty z basso continuo.